# Simón del desierto
 Simón del desierto és una pel·lícula mexicana de Luis Buñuel Portolés, estrenada el 1965.

## Argument
Simón viu com a ermità estilita al cim d'un pilar erigit en ple desert. Les seves activitats es limiten al dejuni i a la meditació. S'avorreix, i és en els seus moments de fluixedat que el diable ve a temptar-lo, apareixent sota diverses formes.

## Repartiment
- Claudio Brook: Simón
- Enrique Álvarez Félix: Germà Matías
- Hortensia Santoveña: La mare de Simon
- Francisco Reiguera: El diable disfressat de bruixot
- Luis Aceves Castañeda: sacerdot
- Antonio Bravo: sacerdot
- Enrique Del Castillo: El mutilat
- Silvia Pinal: El diable disfressat de dona
- Jesús Fernández: El pastor nan
- Glauber Rocha
- Eduardo MacGregor
- Enrique García Álvarez

## Anàlisi
Última pel·lícula mexicana de Buñuel, Simon del desierto és al final un metratge mitjà, inacabat, ja que el seu autor no va poder realitzar totes les seqüències desitjades, a falta de mitjans financers Pel personatge principal de la pel·lícula, Buñuel s'ha inspirat en un personatge històric, Simeó Estilita el Vell, que va viure com a ermità al segle v després de J C. encimbellat dalt d'una columna en un desert de Síria, durant més de quaranta anys.
El crític de cinema Gérard Lenne va escriure a propòsit de la pel·lícula: «L'humor decapant de Buñuel s'endossa aquí a la religiositat mística amb una eficàcia rarament aconseguida a la pantalla...»

## Premis
- 1965: Gran Premi del Jurat, Venècia